# Hornmeer
Het Hornmeer was een meer ten zuiden van Aalsmeer. Het meer werd rond 1676 drooggelegd. Vandaag de dag bestaat de droogmakerij uit een bedrijventerrein in het noorden met de naam Hornmeer maar ook uit een park en een woonwijk in Aalsmeer ten zuiden van dit bedrijventerrein die deze naam dragen.

## Geschiedenis
Het Hornmeer is in de middeleeuwen ontstaan door het afgraven van turf. Het was ruim 186 bunder groot en lag -gescheiden door de Middelkade- vlak bij het Stommeer in de vorm van een hoorn. Andere informele namen waren Hoekmeer en Geijlmeerpolder. Dat laatste omdat de boerderij Geijlwijk ernaast lag. Op 4 mei 1657 kreeg de toenmalige schout van Aalsmeer, Jan van Rietveld, octrooi om het in te polderen. Daarna werd de naam Horn- of Geijlmeerpolder. Het is altijd in bezit geweest van grootgrondbezitters. Er hebben vier boerderijen in deze polder gestaan, te weten De Klokkenhof, Vrouwentroost, Steenwijk -op de plaats waar thans de bloemenveiling FloraHolland staat- en voornoemde Geijlwijk. Uiteindelijk is de polder in 1967 samengevoegd met de Stommeerpolder.

## Bron
- Aelsmeer, beknopte geschiedenis van een opmerkelijk dorp, uitgave van de Stichting Oud-Aalsmeer.